# Llicència no comercial de Creative Commons
Una llicència no comercial de Creative Commons (CC NC, CC BY-NC o NC license) és una llicència de Creative Commons que un titular dels drets d'autor pot aplicar als seus mitjans per donar permís públic a qualsevol persona per reutilitzar aquests mitjans només per a activitats no comercials. Creative Commons és una organització que desenvolupa una varietat de llicències de drets d'autor públiques, i les llicències "no comercials" són un subconjunt d'aquestes. A diferència de les llicències , les llicències CC0, CC BY, i CC BY-SA es considera no lliure.
Un repte amb l'ús d'aquestes llicències és determinar quin és l'ús no comercial.

## Definició de "no comercial"
El setembre de 2009 Creative Commons va publicar un informe titulat "Defining 'Nocomercial'". L'informe va incloure dades de l'enquesta, anàlisis i opinions d'experts sobre què significa "no comercial", com s'aplica als mitjans de comunicació contemporanis i com les persones que comparteixen mitjans interpreten el terme. L'informe va trobar que en alguns aspectes hi havia un acord públic sobre el significat de "no comercial", però per a altres aspectes, hi ha una gran variació en l'expectativa del que significa el terme.
La Conferència sobre Composició i Comunicació Universitària va comentar que els creadors i els reusuaris tenen els seus propis biaixos i tendeixen a interpretar "no comercials" d'una manera que afavoreixi el seu propi ús.
La revista en línia va repetir l'afirmació de l'informe que dos terços de l'ús de Creative Commons era amb llicències no comercials i que hi havia confusió pública sobre com la gent hauria de reutilitzar aquest contingut.
Diversos bloggers van comentar que l'ambigüitat que exposava l'informe proporcionava proves de suport de la necessitat d'establir un aclariment i certesa sobre què significa aplicar la llicència i reutilitzar els mitjans sota la llicència.

## Comentari
Un examen de l'ús de mitjans en publicacions de recerca sobre biodiversitat va informar que les persones que ofereixen i reutilitzen mitjans de biodiversitat amb la llicència no comercial tenen una varietat d'enteniments contradictoris sobre què hauria de significar això.
Erik Möller va expressar la seva preocupació sobre l'ús de la llicència no comercial de Creative Commons. Les obres distribuïdes sota la llicència no comercial de Creative Commons no són compatibles amb molts llocs de contingut obert, inclosa la Viquipèdia, que permeten i fomenten explícitament alguns usos comercials. Möller va explicar que "les persones que probablement es veuran afectades per una llicència -NC no són grans corporacions, sinó petites publicacions com weblogs, emissores de ràdio finançades amb publicitat o diaris locals".
Lessig va respondre que el règim actual de drets d'autor també perjudica la compatibilitat i que els autors poden reduir aquesta incompatibilitat escollint la llicència menys restrictiva. A més, la llicència no comercial és útil per evitar que algú altre aprofiti l'obra d'un autor quan l'autor encara planeja fer-ho en el futur. Les llicències no comercials també han estat criticades per ser massa vagues sobre quins usos es compten com a "comercials" i "no comercials".
Great Minds, una editorial educativa sense ànim de lucre que va publicar obres amb una llicència -NC, va demandar a FedEx per violar la llicència perquè una escola havia utilitzat els seus serveis per produir fotocòpies en massa de l'obra, explotant així comercialment les obres. Un jutge nord-americà va desestimar el cas el febrer de 2017, dictaminant que FedEx era un intermediari i que la disposició de la llicència "no limita la capacitat d'un llicenciatari d'utilitzar tercers per exercir els drets concedits [pel llicenciant]". Great Minds va apel·lar la decisió davant la Cort d'Apel·lacions dels Estats Units per al Segon Circuit més tard aquell any. El 2n Circuit va confirmar la decisió del tribunal inferior el març de 2018 i va concloure que FedEx no va infringir els drets d'autor ni va violar la llicència. Un dels jutges de circuit Susan L. Carney va argumentar a la declaració del tribunal:
Considerem que, atès que no hi ha cap llenguatge de llicència clar que indiqui el contrari, els llicenciataris poden utilitzar agents de tercers, com ara serveis de reproducció comercial, per afavorir els seus propis usos no comercials permesos. Com que FedEx va actuar com a simple agent dels districtes escolars titulars de la llicència quan va reproduir els materials de Great Minds, i perquè no hi ha dubte que els mateixos districtes escolars van intentar utilitzar els materials de Great Minds per a finalitats permeses, concloem que les activitats de FedEx no van infringir la llicència ni els drets d'autor de Great Minds.